# Коламбус Блю Джекетс
«Кола́мбус Блю Дже́кетс» (англ. Columbus Blue Jackets) — профессиональный хоккейный клуб, выступающий в НХЛ. Клуб базируется в городе Колумбусе, штат Огайо, США.

## История

### Появление нового клуба и первые годы
Город Колумбус, штат Огайо, стал официальным домом для будущей команды НХЛ 25 июня 1997 года, когда лига объявила об очередном расширении и включении команд из Атланты, Нашвилла, Колумбуса и Миннесоты.
Владелец нового клуба, Джон Макконнел, 11 ноября 1997 года объявил, что команда будет носить имя «Блю Джекетс» («Синие мундиры»). Первым генеральным менеджером был назначен бывший тренер «Флориды Пантерз» Дуг Маклин. Первым тренером стал Дэйв Кинг.
«Блю Джекетс» дебютировали в НХЛ в сезоне 2000/01, набрав 71 очко. Второй сезон получился менее удачным. По ходу сезона 2002/03 неудовлетворённый игрой команды Маклин уволил с поста тренера Дэйва Кинга и сам занял его место. «Блю Джекетс» заиграли более результативно, но провалы в обороне снова предопределили клубу место среди аутсайдеров НХЛ.

### ЭраРика Нэшаи перестройка
В сезоне 2003/04 в составе «Коламбуса» на ведущие позиции вышел Рик Нэш, который забил 41 гол и стал совладельцем «Морис Ришар Трофи». Также удачно вписался в команду новичок Николай Жердев, однако «Блю Джекетс» по итогам регулярного чемпионата снова оказались в подвале турнирной таблицы.
В сезоне 2008/09 «Коламбус» впервые в своей истории вышел в плей-офф, но в первом раунде проиграл «Детройт Ред Уингз» 0–4.

### Переход вВосточную конференциюи эраДжона Тортореллы
В сезоне 2013/14 «Коламбус» занял 4-е место в Столичном дивизионе и второй раз пробился в плей-офф. В четвертьфинале конференции клуб потерпел поражение от занявшего первое место в дивизионе «Питтсбурга» в шести матчах (2–4).
В сезоне 2016/17 «Блю Джекетс» установили новый клубный рекорд по продолжительности победной серии, выиграв в 16 матчах подряд, что лишь на одну победу меньше абсолютного рекорда лиги, установленного «Питтсбург Пингвинз» в сезоне 1992/93. Также в сезоне 2016/17 «Коламбус» установил новый рекорд по количеству побед (50) и количеству набранных очков (108), а вратарь команды, Сергей Бобровский, получил по итогам сезона свою вторую «Везина Трофи».
Летом команда обменяла Брэндона Саада в «Чикаго» на Артемия Панарина, потеряла на драфте расширения Вильяма Карлссона и продлила контракты с Александром Веннбергом и Кэмом Аткинсоном, также были выкуплены оставшиеся 2 года контракта Скотта Хартнелла. «Коламбус» впервые в своей истории вышел в плей-офф во второй раз подряд, но вновь уступил в 1-м раунде на этот раз «Вашингтон Кэпиталз». При этом «Джекетс» выиграли два первых выездных матча в овертаймах, но затем проиграли 4 встречи подряд, две из них в дополнительное время.
«Мундиры» вернулись в плей-офф в следующем году, где они обыграли обладателя Президентского кубка «Тампа-Бэй Лайтнинг» в четырёх матчах и впервые в своей истории вышли во второй раунд плей-офф, где в шести встречах проиграли «Бостон Брюинз». По итогам межсезонья «Коламбус» покинули лидеры команды Артемий Панарин, установивший рекорд по набранным очкам за сезон за всю историю франшизы, Мэтт Дюшен и вратарь Сергей Бобровский, двукратный обладатель «Везина Трофи» в составе «Блю Джекетс».
В прерванном из-за пандемии COVID-19 сезоне 2019/20 «Коламбус» прошел в квалификационный раунд плей-офф по проценту набранных очков с 9-го места в конференции, в котором в пяти (из пяти возможных) матчах переиграл «Торонто Мейпл Лифс», тем самым выйдя в первый раунд розыгрыша Кубка Стэнли. Соперником в серии вновь стал «Тампа-Бэй Лайтнинг», который взял реванш над «мундирами» и обыграл их в пяти встречах. Победный для «Лайтнинг» со счётом 3:2 (ОТ) первый матч серии стал одним из самых продолжительных в истории НХЛ. Команды провели на льду 150 минут и 27 секунд, а в общей сложности игра продлилась 6 часов и 13 минут.
Практически в самом начале сезона 2020/21 в «Виннипег Джетс» был обменян Пьер-Люк Дюбуа, в обратную сторону приехали форварды финн Патрик Лайне и американец Джек Рословик, ученик хоккейной школы Колумбуса. В сформированном для укороченного сезона, в связи с пандемией COVID-19, Центральном дивизионе команда закончила выступление на последнем месте, в итоге получив общий пятый выбор на Драфте новичков 2021, под которым был выбран нападающий Кент Джонсон. К тому же, в распоряжении клуба имелись ещё два выбора в первом раунде (12-й, Коул Силлинджер и 25-й, Корсон Кулеманс), полученные в результате обменов защитника Давида Савара, а затем и защитника Сета Джонса и нападающего Ника Фолиньо. В день драфта новичков за нападающего Якуба Ворачека в «Филадельфию» был обменян Кэм Аткинсон. На драфте расширения «Блю Джекетс» потеряли защитника Гэвина Байройтера, однако тот на правах свободного агента вернулся в Колумбус, подписав соглашение с клубом на два года. По окончании сезона Джон Торторелла покинул пост главного тренера, его место занял Брэд Ларсен.

## Статистика
| Сезон   | И  | В  | П  | ПО | О  | ЗШ  | ПШ  | Рег. чемп.     | Плей-офф                                                                                     |
| 2018-19 | 82 | 47 | 31 | 4  | 98 | 258 | 232 | 5, Столичный   | Победа в первом раунде 4–0 («Тампа-Бэй») Поражение во втором раунде 2–4 («Бостон»)           |
| 2019-20 | 70 | 33 | 22 | 15 | 81 | 180 | 187 | 6, Столичный   | Победа в квалификационном раунде 3–2 («Торонто») Поражение в первом раунде 1–4 («Тампа-Бэй») |
| 2020-21 | 56 | 18 | 26 | 12 | 48 | 137 | 187 | 8, Центральный | не попали                                                                                    |
| 2021-22 | 82 | 37 | 38 | 7  | 81 | 262 | 300 | 6, Столичный   | не попали                                                                                    |
| 2022-23 | 82 | 25 | 48 | 9  | 59 | 214 | 330 | 8, Столичный   | не попали                                                                                    |
| 2023-24 | 82 | 27 | 43 | 12 | 66 | 237 | 300 | 8, Столичный   | не попали                                                                                    |
| 2024-25 | 82 | 40 | 33 | 9  | 89 | 273 | 268 | 4, Столичный   | не попали                                                                                    |

## Команда

### Текущий состав
| №                         | Игрок                 | Страна                    | Хват    | Дата рождения              | Рост (см) | Вес (кг) | Средняя зарплата ($) | Действителен до |
| Вратари                   | Вратари               | Вратари                   | Вратари | Вратари                    | Вратари   | Вратари  | Вратари              | Вратари         |
| ------------------------- | --------------------- | ------------------------- | ------- | -------------------------- | --------- | -------- | -------------------- | --------------- |
| 73                        | Джет Гривз            | Канада                    | Левый   | 30 марта 2001 (24 года)    | 183       | 81       | 812,500              | 2024/25         |
| 90                        | Элвис Мерзликин       | Латвия                    | Левый   | 13 апреля 1994 (31 год)    | 191       | 87       | 5,400,000            | 2026/27         |
| Защитники                 |                       |                           |         |                            |           |          |                      |                 |
| -                         | Кристиан Ярош         | Словакия                  | Правый  | 2 апреля 1996 (29 лет)     | 191       | 102      | 775,000              | 2025/26         |
| 2                         | Джейк Кристиансен     | Канада                    | Левый   | 12 сентября 1999 (25 лет)  | 185       | 88       | 975,000              | 2026/27         |
| 3                         | Джек Джонсон          | Соединённые Штаты Америки | Левый   | 13 января 1987 (38 лет)    | 185       | 103      | 775,000              | 2024/25         |
| 5                         | Дентон Матейчук       | Канада                    | Левый   | 12 июля 2004 (21 год)      | 180       | 87       | 886,666              | 2026/27         |
| 8                         | Зак Веренски — А      | Соединённые Штаты Америки | Левый   | 19 июля 1997 (28 лет)      | 188       | 95       | 9,583,333            | 2027/28         |
| 9                         | Иван Проворов         | Россия                    | Левый   | 13 января 1997 (28 лет)    | 185       | 91       | 8,500,000            | 2031/32         |
| 15                        | Данте Фаббро          | Канада                    | Правый  | 20 июня 1998 (27 лет)      | 183       | 86       | 4,125,000            | 2028/29         |
| 44                        | Эрик Гудбрансон — А   | Канада                    | Правый  | 7 января 1992 (33 года)    | 196       | 98       | 4,000,000            | 2025/26         |
| 48                        | Дэймон Хант           | Канада                    | Левый   | 15 мая 2002 (23 года)      | 184       | 90       | 828,333              | 2024/25         |
| 78                        | Деймон Северсон       | Канада                    | Правый  | 7 августа 1994 (31 год)    | 188       | 93       | 6,250,000            | 2030/31         |
| Левые крайние нападающие  |                       |                           |         |                            |           |          |                      |                 |
| 10                        | Дмитрий Воронков      | Россия                    | Левый   | 10 сентября 2000 (24 года) | 192       | 86       | 4,175,000            | 2026/27         |
| 16                        | Брендан Гонс          | Канада                    | Левый   | 25 марта 1994 (31 год)     | 188       | 98       | 775,000              | 2025/26         |
| 28                        | Майлз Вуд             | Соединённые Штаты Америки | Левый   | 13 сентября 1995 (29 лет)  | 185       | 84       | 2,500,000            | 2028/29         |
| 67                        | Джеймс Малатеста      | Канада                    | Левый   | 31 мая 2003 (22 года)      | 175       | 86       | 841,667              | 2025/26         |
| 82                        | Микаэль Пююхтия       | Финляндия                 | Левый   | 17 декабря 2001 (23 года)  | 182       | 79       | 775,000              | 2025/26         |
| Центрфорварды             |                       |                           |         |                            |           |          |                      |                 |
| 4                         | Коул Силлинджер       | Канада                    | Левый   | 16 мая 2003 (22 года)      | 183       | 89       | 2,250,000            | 2025/26         |
| -                         | Чарли Койл            | Соединённые Штаты Америки | Правый  | 2 марта 1992 (33 года)     | 190       | 101      | 5,250,000            | 2025/26         |
| 11                        | Люк Кунин             | Соединённые Штаты Америки | Правый  | 4 декабря 1997 (27 лет)    | 182       | 87       | 2,750,000            | 2024/25         |
| 12                        | Оуэн Силлинджер       | Канада                    | Левый   | 23 сентября 1997 (27 лет)  | 178       | 83       | 775,000              | 2025/26         |
| 18                        | Дилан Гамбрелл        | Соединённые Штаты Америки | Правый  | 26 августа 1996 (28 лет)   | 183       | 84       | 775,000              | 2024/25         |
| 19                        | Адам Фантилли         | Канада                    | Левый   | 12 октября 2004 (20 лет)   | 188       | 85       | 925,000              | 2025/26         |
| 21                        | Исаак Лундестрём      | Швеция                    | Левый   | 6 ноября 1999 (25 лет)     | 183       | 87       | 1,300,000            | 2026/27         |
| 23                        | Шон Монахан           | Канада                    | Левый   | 12 октября 1994 (30 лет)   | 191       | 88       | 5,500,000            | 2028/29         |
| 27                        | Зак Астон-Риз         | Соединённые Штаты Америки | Левый   | 10 августа 1994 (31 год)   | 183       | 93       | 775,000              | 2025/26         |
| 38                        | Бун Дженнер — К       | Канада                    | Левый   | 15 июня 1993 (32 года)     | 188       | 93       | 3,750,000            | 2025/26         |
| 65                        | Лука Дель Бель Беллез | Канада                    | Левый   | 10 ноября 2003 (21 год)    | 183       | 81       | 891,667              | 2025/26         |
| 91                        | Кент Джонсон          | Канада                    | Левый   | 18 октября 2002 (22 года)  | 191       | 82       | 1,800,000            | 2026/27         |
| Правые крайние нападающие |                       |                           |         |                            |           |          |                      |                 |
| 24                        | Мэтью Оливер          | Соединённые Штаты Америки | Правый  | 11 февраля 1997 (28 лет)   | 188       | 95       | 3,000,000            | 2030/31         |
| 29                        | Джек Уильямс          | Соединённые Штаты Америки | Правый  | 2 марта 2002 (23 года)     | 180       | 79       | 923,750              | 2025/26         |
| 59                        | Егор Чинахов          | Россия                    | Левый   | 1 февраля 2001 (24 года)   | 181       | 71       | 2,100,000            | 2025/26         |
| 62                        | Кевин Лабанк          | Соединённые Штаты Америки | Правый  | 12 декабря 1995 (29 лет)   | 180       | 81       | 775,000              | 2024/25         |
| 86                        | Кирилл Марченко       | Россия                    | Правый  | 21 июля 2000 (25 лет)      | 191       | 85       | 3,850,000            | 2026/27         |

### Штаб
| Должность            | Имя             | Страна                    | Дата рождения            | В должности |
| -------------------- | --------------- | ------------------------- | ------------------------ | ----------- |
| Генеральный менеджер | Дон Уодделл     | Соединённые Штаты Америки | 19 августа 1958 (66 лет) | с 2024 года |
| Главный тренер       | Дин Эвасон      | Канада                    | 22 августа 1964 (60 лет) | с 2024 года |
| Помощник тренера     | Стив Маккарти   | Канада                    | 3 февраля 1981 (44 года) | с 2021 года |
| Помощник тренера     | Скотт Форд      | Канада                    | 24 декабря 1979 (45 лет) | с 2024 года |
| Помощник тренера     | Джаред Болл     | Соединённые Штаты Америки | 13 мая 1986 (39 лет)     | с 2023 года |
| Помощник тренера     | Майк Хэвиленд   | Соединённые Штаты Америки | 24 июля 1967 (58 лет)    | с 2024 года |
| Тренер вратарей      | Никлас Бекстрём | Финляндия                 | 13 февраля 1978 (47 лет) | с 2023 года |

## Капитаны команды
| Годы      | Капитан       |
| --------- | ------------- |
| 2021—н.в. | Бун Дженнер   |
| 2015—2021 | Ник Фолиньо   |
| 2008—2012 | Рик Нэш       |
| 2005—2008 | Адам Фут      |
| 2003—2005 | Люк Ричардсон |
| 2002—2003 | Рэй Уитни     |
| 2000—2002 | Лайл Оделайн  |

## Неиспользуемые номера
- 61 — Рик Нэш, крайний нападающий (2002—2012) — выведен из обращения 5 марта 2022 года[4].
- 13 - Годро, Джонни, крайний нападающий (2022-2024) - погиб 29 августа 2024 года.

## Индивидуальные рекорды
- Наибольшее количество очков за сезон — Артемий Панарин — 87 (2018-19)
- Наибольшее количество заброшенных шайб за сезон — Рик Нэш — 41 (2003-04), Кэм Аткинсон — 41 (2018-19)
- Наибольшее количество результативных передач за сезон — Артемий Панарин — 59 (2018-19)
- Наибольшее количество штрафных минут за сезон — Джоди Шелли — 249 (2002-03)
- Наибольшее количество очков, набранных защитником за один сезон — Сет Джонс — 57 (2017-18)
- Наибольшее количество «сухих» игр — Сергей Бобровский — 9 (2018-19)
- Наибольшее количество вратарских побед — Сергей Бобровский — 41 (2016-17)